# باشگاه فوتبال اسپورتینگ کوویلیا
باشگاه فوتبال اسپورتینگ کوویلیا (به پرتغالی: Sporting Clube da Covilhã) یک باشگاه فوتبال در شهر کوویلیا، پرتغال است.
این باشگاه که در سال ۱۹۲۳ میلادی تأسیس شده است و سابقه یک نایب قهرمانی در جام حذفی فوتبال پرتغال را دارد.

## افتخارات
- جام حذفی فوتبال پرتغال - نایب قهرمان (۱) - ۱۹۵۶–۱۹۵۷

## بازیکنان ایرانی
- علیرضا حقیقی - نیم فصل دوم ۲۰۱۴-۲۰۱۳	 به صورت قرضی از روبین کازان